# توم كريستيانسن (عالم حاسوب)
توم كريستيانسن (بالإنجليزية: Tom Christiansen)‏ هو عالم حاسوب ومؤلف أمريكي، ولد في 13 فبراير 1963.